# Heinke Witt
Heinke Witt (República Democrática Alemana) es una nadadora alemana retirada especializada en pruebas de estilo libre, donde consiguió ser subcampeona mundial en 1978 en los 4 x 100 metros estilo libre.

## Carrera deportiva
En el Campeonato Mundial de Natación de 1978 celebrado en Berlín (Alemania), ganó la medalla de plata en los relevos de 100 metros estilo libre, con un tiempo de 3:47.37 segundos, tras Estados Unidos (oro con 3:43.43 segundos) y por delante de Canadá (bronce con 3:49.59 segundos).